# خطأ النوع الأول وخطأ النوع الثاني

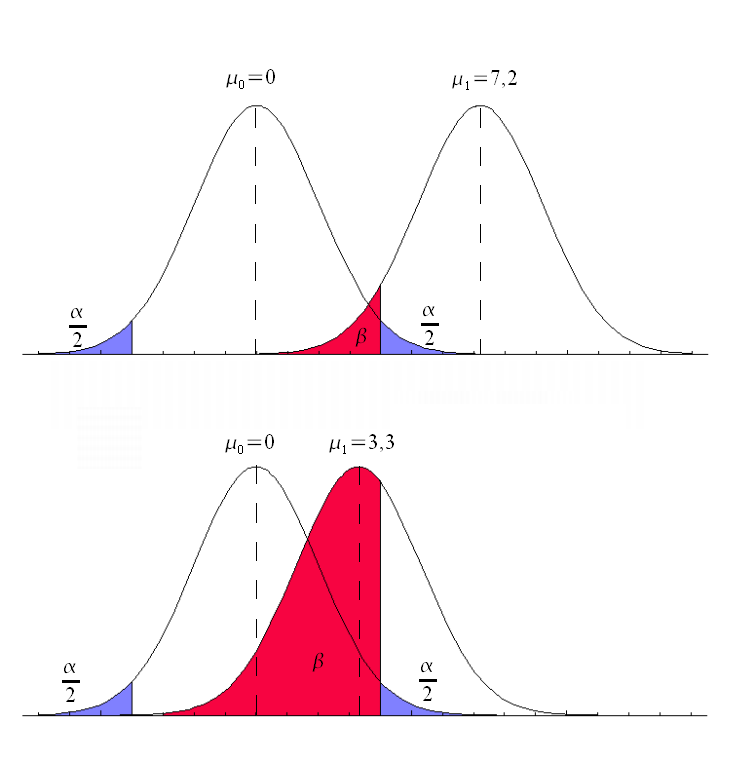

خطأ النوع الأول وخطأ النوع الثاني (بالإنجليزية: Type I and type II errors)‏ هي معيار في الرياضيات تستخدم لمقاسات الخطأ المتوقع في درجة الاختبار.

## الفرق

### خطأ النوع الأول
هو خطأ يظهر عند فحص الفروض البحثية. والخطأ من النوع الأول ويرمز له بالرمز ألفا α. وهو احتمالية رفض الفرض الصفري عندما يكون في الواقع صحيح، ويقبل الفرضية البديلة وهي خاطئة،. أي أن الباحث يستنتج وجود علاقة غير موجودة أصلاً. احتمالية الخطأ الأول = مستوى الدلالة (ألفا) التي تم تحديدها، وهي غالبا تساوي 0.05. وقد يكون السبب في حصول الخطأ من النوع الأول عدم تمثيل العينة للمجتمع، فيكون متوسطها في الذكاء مثلا أعلى من متوسط المجتمع، أو أن البرنامج التجريبي مثلا فعال بالنسبة للعينة لسبب ما، أكثر مما هو فعال بالنسبة للمجتمع.

### خطأ النوع الثاني
هو خطأ يظهر عند فحص الفروض البحثية. والخطأ من النوع الثاني يرمز له بالرمز β (بيتا).، وهو احتمالية أن يقبل الباحث الفرض الصفري في وقت هو – أي الفرض الصفري - غير صحيح، أي أن خطأ النوع الثاني يقع عندما نفشل في رفض الفرض الصفري في وقت يكون الفرض البديل هو الصحيح. مثل أن يفشل في اكتشاف الفروق بين الذكور والإناث في متغير ما، رغم أن هناك فروق دالة، لكن المشكلة أن العينة كانت غير ممثلة، أو طريقة الاختبار التي تعرضوا لها غير مناسبة، أو كانت الفروق لا تظهر إلا بزيادة حجم العينة. وللتقليل في نوعي الخطأ لابد من زيادة حجم عينة الدراسة. وعموما يتناسب خطأ النوع الأول عكسيا مع خطأ النوع الثاني، أي أن زيادة أحدهما تقلل الآخر.

## روابط خارجية
- Bias and Confounding – presentation by Nigel Paneth, Graduate School of Public Health, University of Pittsburgh